# RYU (笠浩二のアルバム)
『RYU』（りゅう）は、笠浩二が1990年にリリースしたアルバムのタイトルである。

## 背景
- RIM（ライム）名義で1990年3月28日にMZA有明でファーストライブが行われた。【RIM（ライム）とはメンバー3人の名前を取ったグループ名。(笠浩二のR、伊藤信雄のI、宮脇俊郎のMでRIM)】
- その後、このライブから『霧のミステイク』、『冷たくしないで』が1990年7月5日にポリドールから発売されたビデオテープ『RYU』に収録された。

## RIMのメンバー
- 笠浩二 - ドラム、ボーカル、リーダー
- 宮脇俊郎 - ギター、ボーカル
- 伊藤信雄 - キーボード、ボーカル

## 収録曲
| #  | タイトル                                                | 作詞     | 作曲            | 編曲       | 時間 |
| -- | ------------------------------------------------------- | -------- | --------------- | ---------- | ---- |
| 1. | 「30cmでつかまえて 〜30センチ-Mix」(30cmでつかまえて)   | 魚住勉   | 馬飼野康二      | 船山基紀   | 5:39 |
| 2. | 「冷たくしないで」                                      | 松本隆   | 筒美京平        | 山川恵津子 | 3:13 |
| 3. | 「Soul Tripper」(ソウルトリッパー)                      | 川村真澄 | 笠浩二          | 山川恵津子 | 3:41 |
| 4. | 「世界でたったひとりの君に」                            | 川村真澄 | 筒美京平        | 山川恵津子 | 3:43 |
| 5. | 「上海の夜は更けて」                                    | 松本隆   | 筒美京平        | 鷺巣詩郎   | 4:19 |
| 6. | 「Cider」(サイダー)                                     | 川村真澄 | 笠浩二          | 山川恵津子 | 4:02 |
| 7. | 「Rockin' Roll Baby 〜NaNaNaNa-Mix」(Rockin' Roll Baby) | 松本隆   | T･Bell、L･Creed | 鷺巣詩郎   | 5:56 |

## 楽曲解説
1. 30cmでつかまえて 〜30センチ-Mix
  - シングル「30cmでつかまえて」のリミックスバージョン。
2. 冷たくしないで
3. Soul Tripper
4. 世界でたったひとりの君に
  - 仮タイトルは【数学物語】。
5. 上海の夜は更けて
6. Cider
7. Rockin' Roll Baby 〜NaNaNaNa-Mix
  - シングル「Rockin' Roll Baby」のリミックスバージョン。